# 布瓦西圣莱热站
布瓦西圣莱热站（法語：Gare de Boissy-Saint-Léger）是一座位于法国巴黎东南郊马恩河谷省布瓦西圣莱热市的快铁车站，在法兰西岛大区快速铁路A2支线上。 

## 历史
布瓦西圣莱热车站的前身是十九世纪巴黎铁路网的巴黎－布里地区马尔勒铁路（文森线）上的终点站，于1874年7月8日通车。一年之后，文森线延长到布里孔特罗贝尔站，1892年又延长到维尔讷伊池塘。1958年后，布瓦西圣莱热和维尔讷伊池塘之间的客运线路停用，只限于货运列车使用，布瓦西圣莱热站又变为客运铁路公交的终点站。现在的布瓦西圣莱热站是于1969年12月14日开始运行，作为法兰西岛大区快速铁路A2支线：布瓦西圣莱热分支上的终点站。  

### 乘客流量
据巴黎大众运输公司（RATP）的数据，2011年布瓦西圣莱热站的入站乘客总人次数为2235716人次。

## 车次
布瓦西圣莱热站在正常时段的发车频率是10分钟一班，晚间的发车频率是15分钟一班。

## 换乘车站
布瓦西圣莱热站位于巴黎四环（zone 4），没有与其他地铁、快铁或高铁接轨。车站东侧出口有大型的公交车站，接驳邻近地区的公交车线路：
- SETRA公交线路：4011 4012 4021 4022 4023
- SITUS公交线路：5 6 101
- STRAV公交线路：J1 J2
- 夜间公交线路（Noctilien）：N32

## 图集

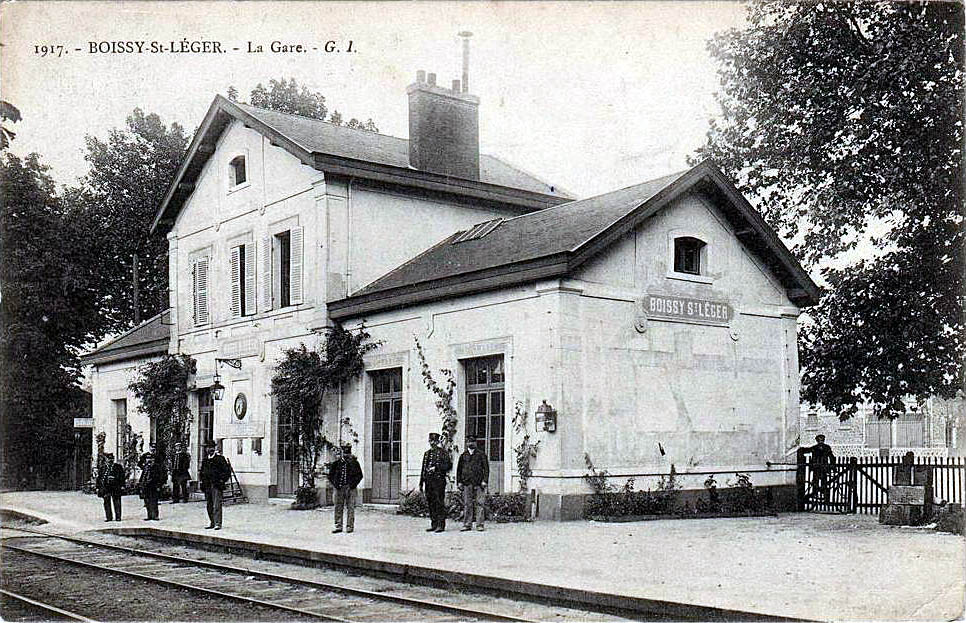
二十世纪初（约1900年）的布瓦西圣莱热车站
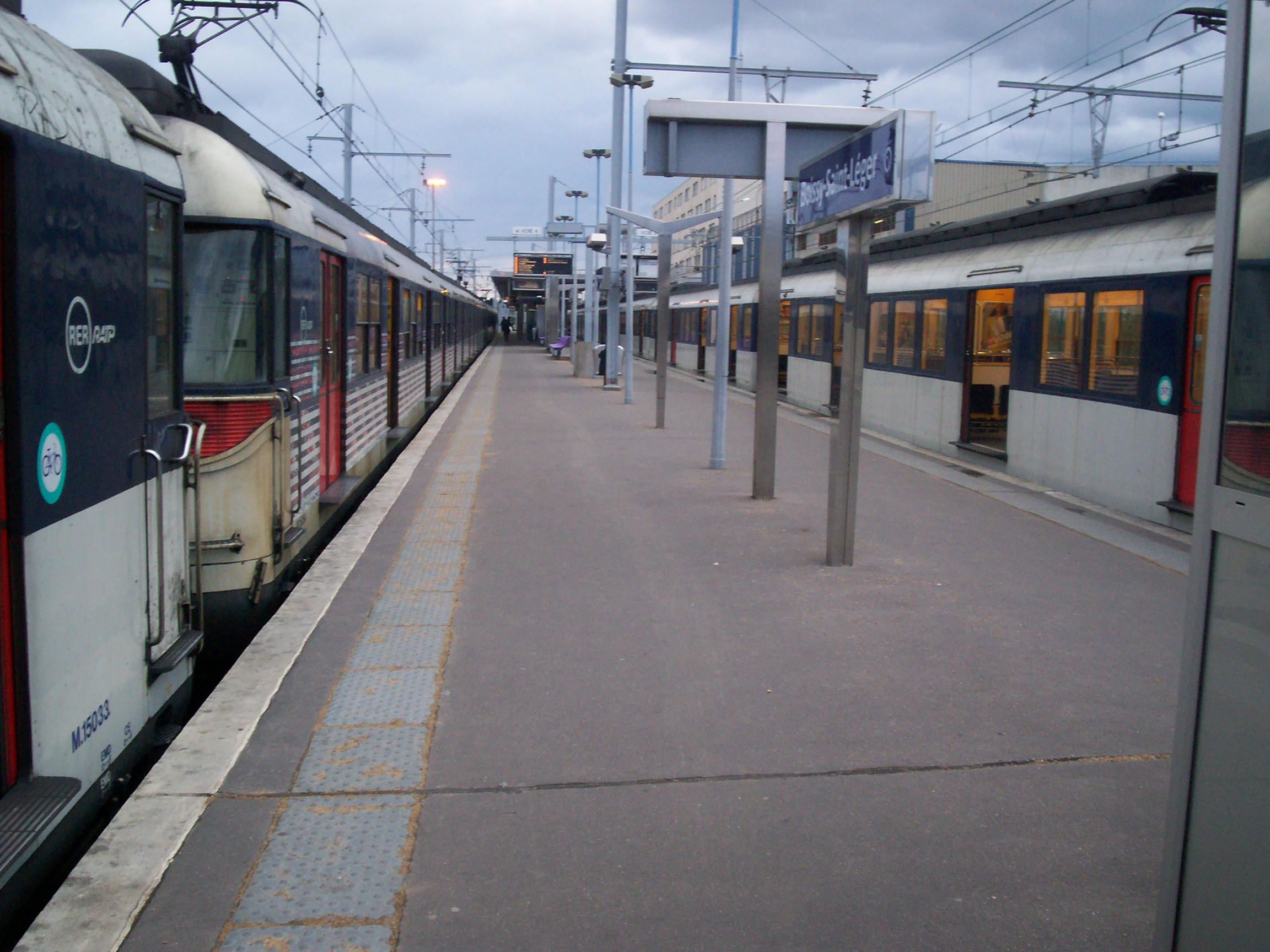
两列停站的列车
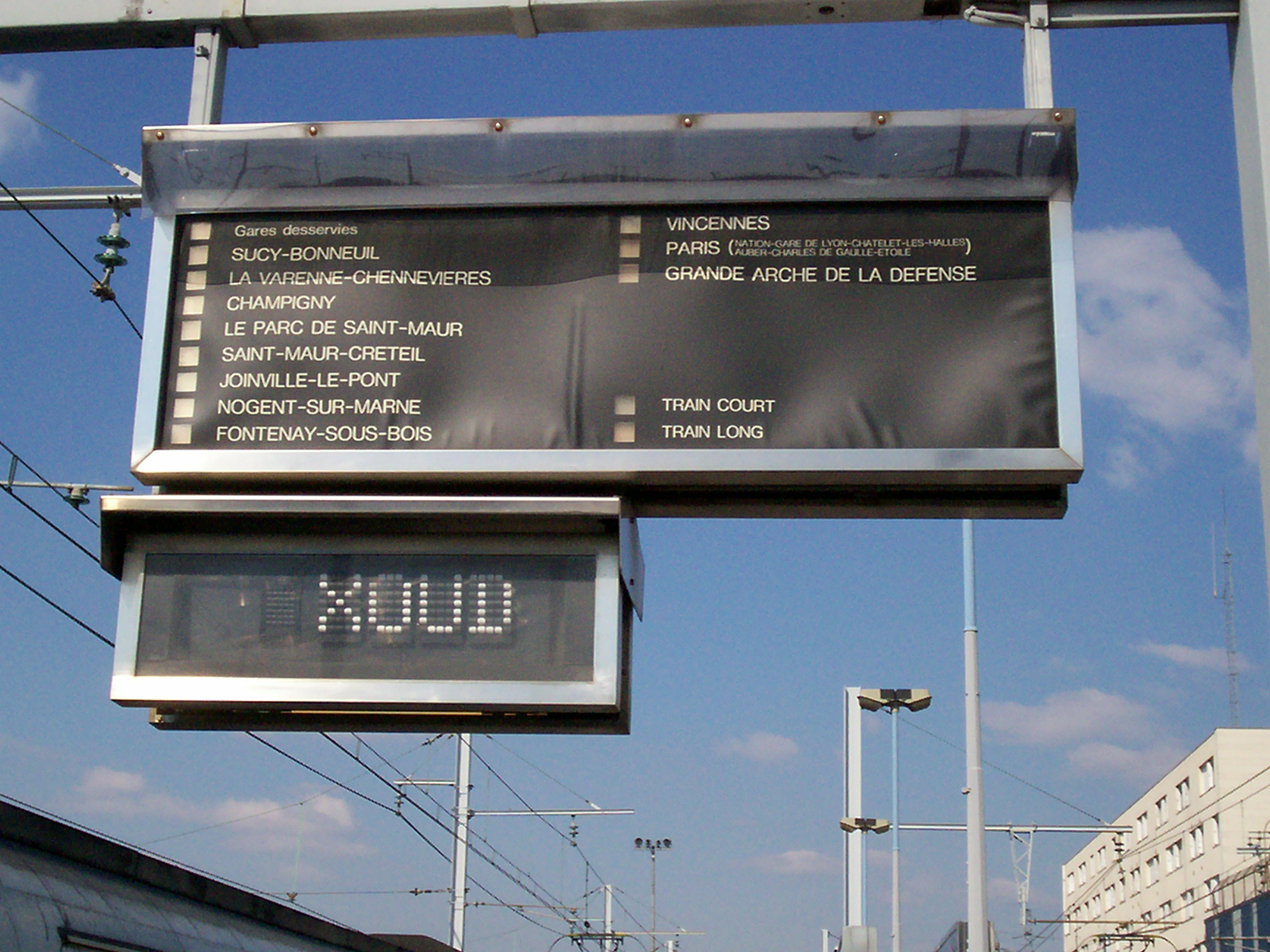
站台上的线路提示牌
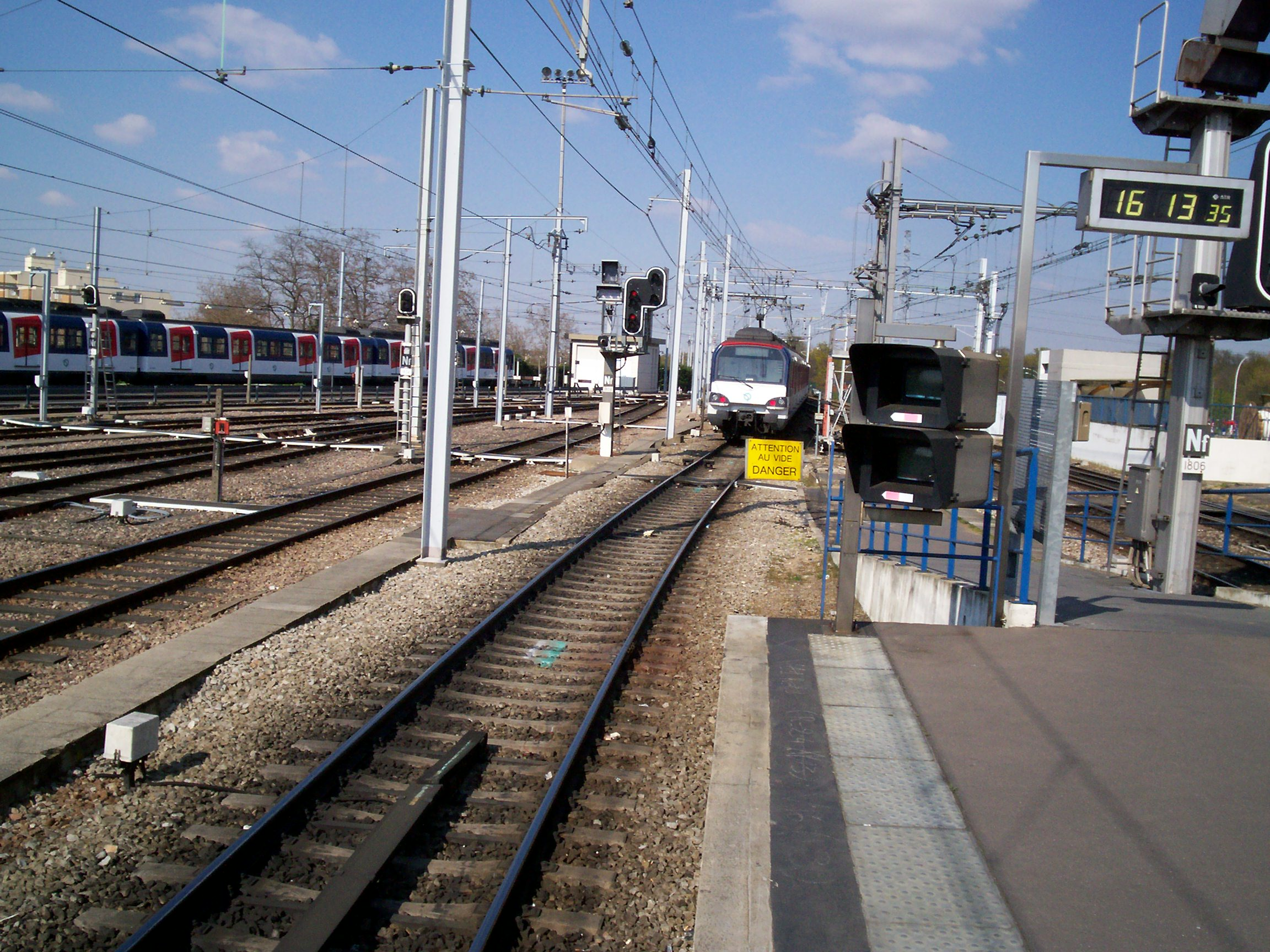
一列正在离开的列车
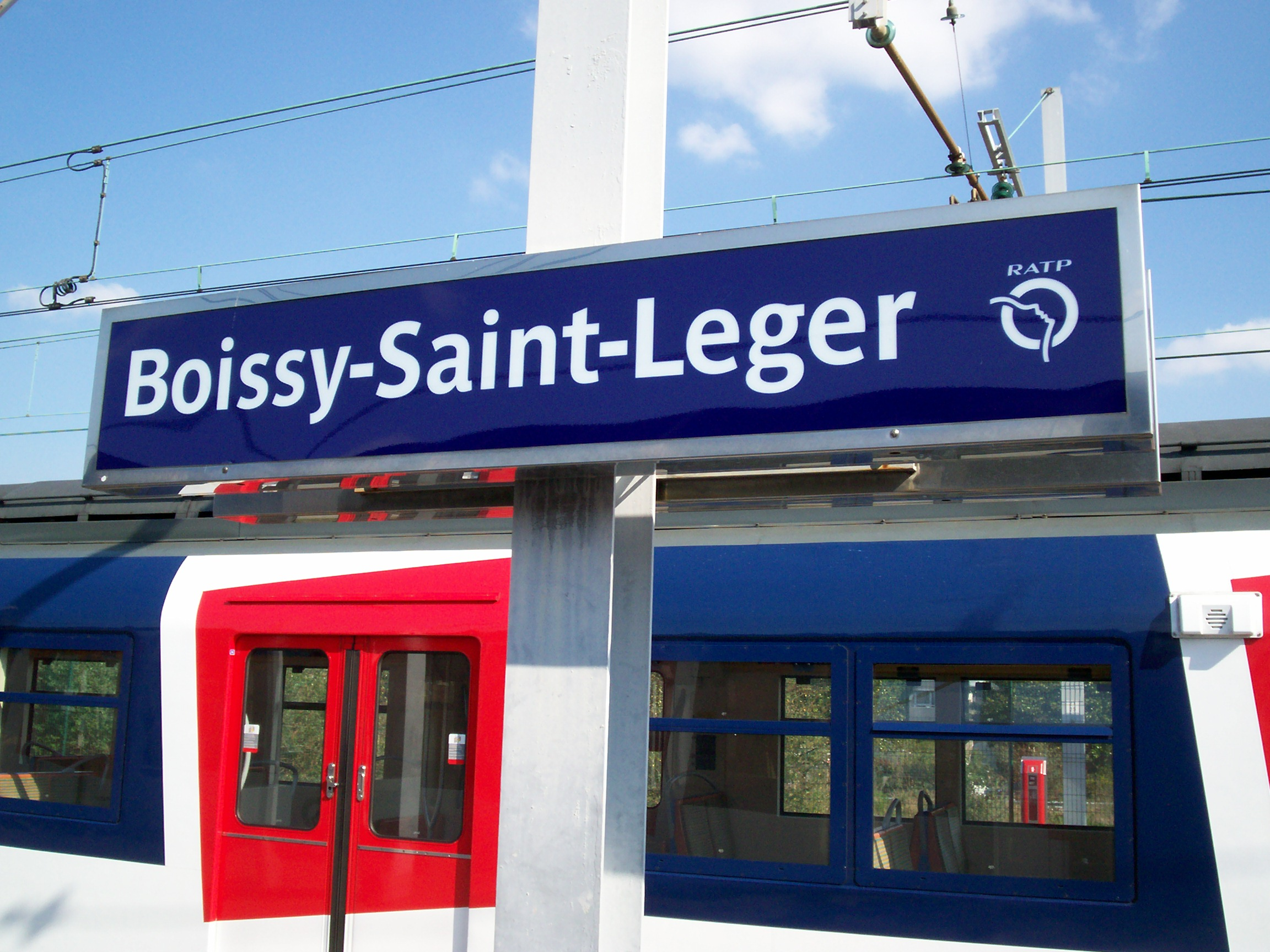
站台的站牌
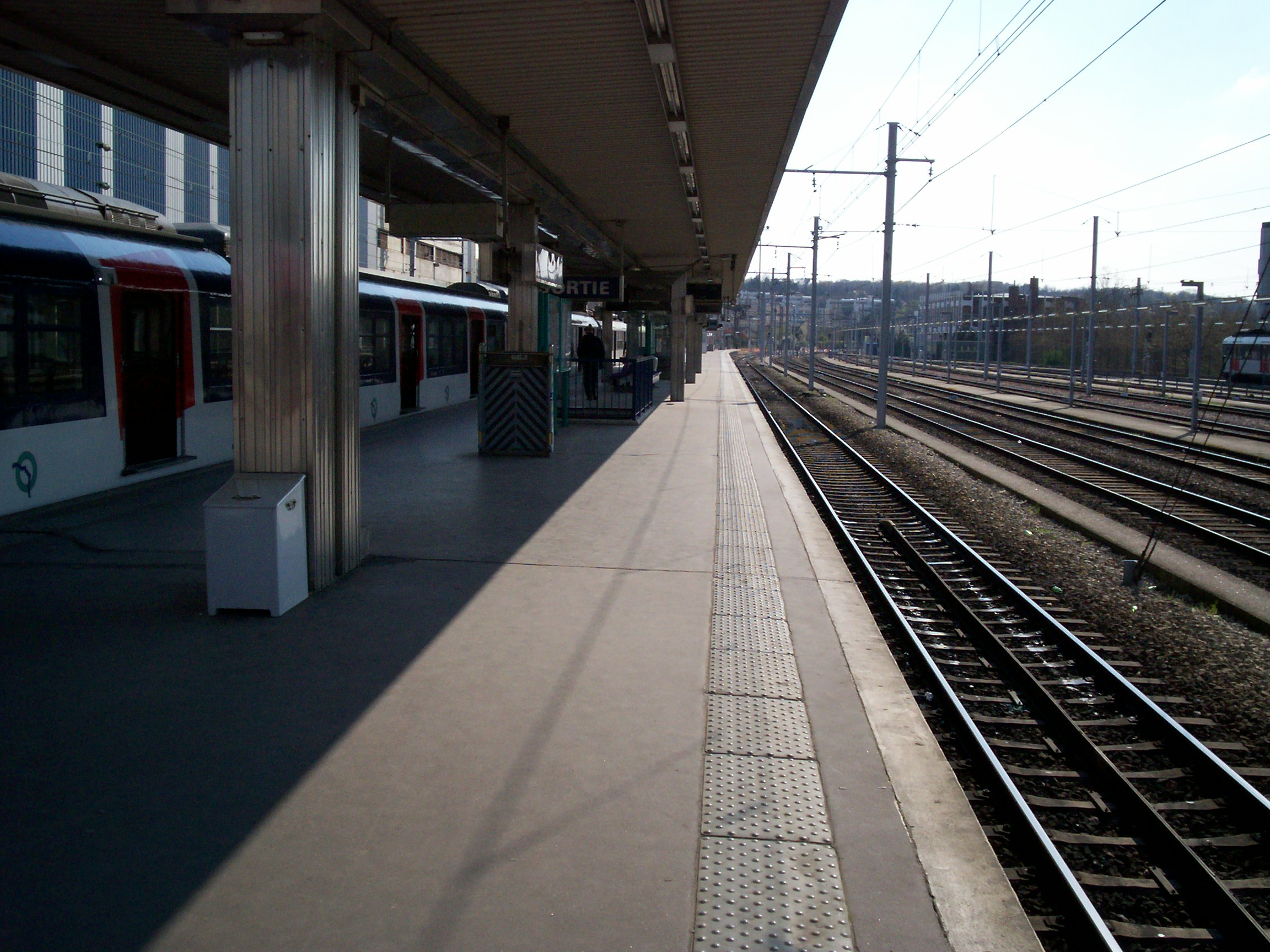
到站的列车和空站台